# Pak Se-ri
Pak Se-ri ou Se-ri Pak (em coreano:  박세리, pronúncia coreana: [paːk sʰeːɾi]; nascida em 28 de setembro de 1977) é uma jogadora sul-coreana de golfe profissional que atualmente joga nos torneios do circuito LPGA (versão feminina do circuito PGA). Pak foi introduzida no Hall da Fama do Golfe Mundial em novembro de 2007.
Tornou-se profissional em 1996 e passou a integrar no circuito LPGA dois anos depois e em sua temporada de estreia na LPGA conquistou dois títulos, no Aberto dos Estados Unidos e no Campeonato da LPGA. Continuou a ter bons resultados, como conseguindo terminar por 123 vezes entre as dez finalistas e uma vitória no Aberto Britânico, em 2001.

## Principais torneios

### Vitórias (5)
| Ano  | Torneio                       | Placar          | Par | Margem de vitória | Vice-campeã(s)              |
| ---- | ----------------------------- | --------------- | --- | ----------------- | --------------------------- |
| 1998 | McDonald's LPGA Championship  | 65-68-72-68=273 | −11 | 3 tacadas         | Donna Andrews, Lisa Hackney |
| 1998 | U.S. Women's Open             | 69-70-75-76=290 | +6  | Playoff           | Jenny Chuasiriporn (a)      |
| 2001 | Weetabix Women's British Open | 71-70-70-66=277 | −11 | 2 tacadas         | Mi Hyun Kim                 |
| 2002 | McDonald's LPGA Championship  | 71-70-68-70=279 | −5  | 3 tacadas         | Beth Daniel                 |
| 2006 | McDonald's LPGA Championship  | 71-69-71-69=280 | −8  | Playoff           | Karrie Webb                 |